# Aníbal Sánchez
Aníbal Alejandro Sánchez (né le 27 février 1984 à Maracay, Aragua, Venezuela) est un lanceur droitier des Ligues majeures de baseball jouant avec les Nationals de Washington.

## Carrière

### Marlins de la Floride

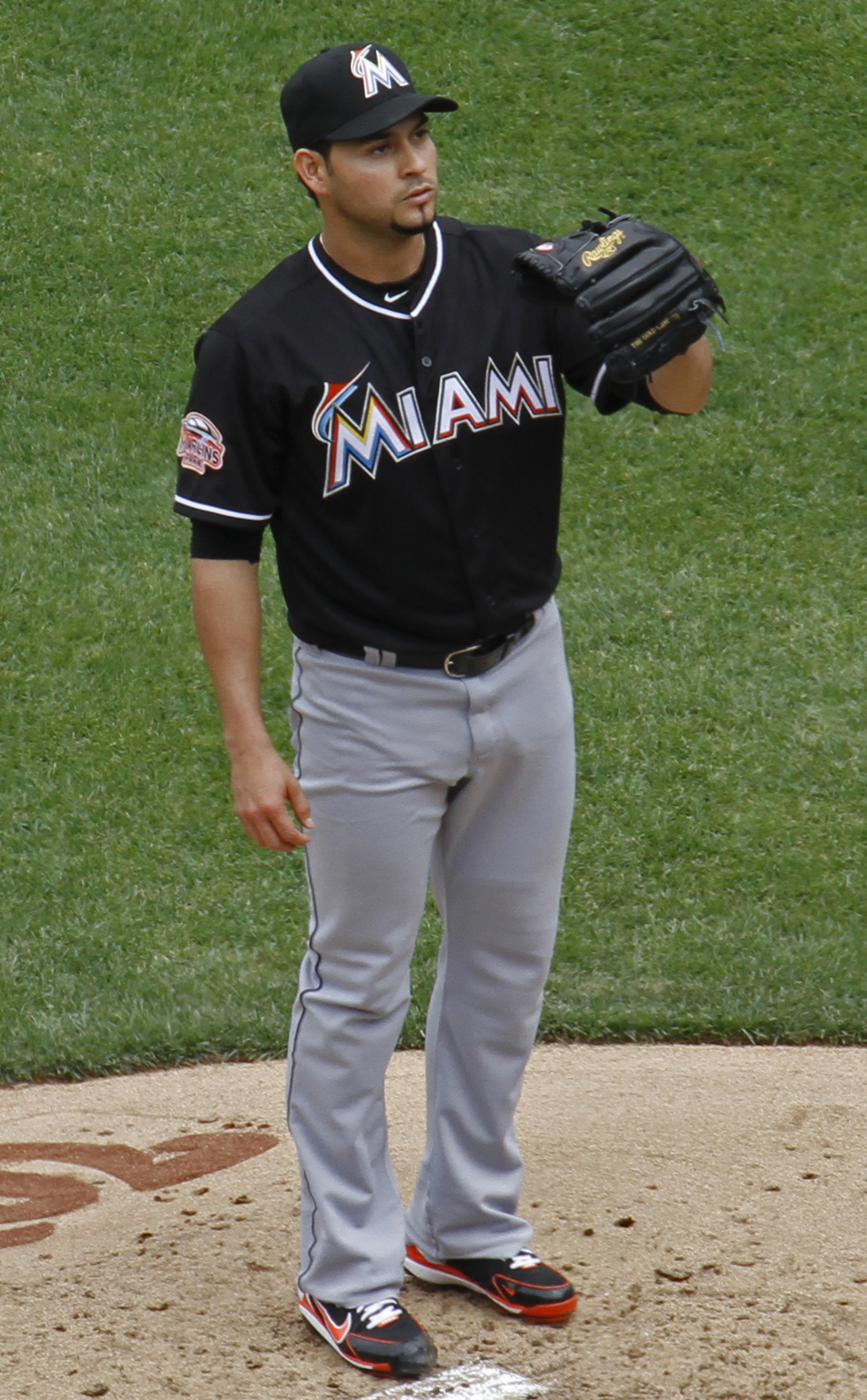
Aníbal Sánchez en avril 2012 avec les Marlins de Miami.

Aníbal Sánchez signe en 2001 son premier contrat avec les Red Sox de Boston. Le 24 novembre 2005, les Red Sox échangent Sánchez (qui joue alors en ligue mineure), Hanley Ramirez, Jesus Delgado et Harvey Garcia aux Marlins de la Floride en retour de Josh Beckett, Mike Lowell et Guillermo Mota.
Sánchez fait ses débuts en Ligue majeure le 25 juin 2006 avec les Marlins et remporte la victoire dès son premier départ, face aux Yankees de New York. Le lanceur partant complète sa saison recrue avec dix victoires et seulement trois défaites et une brillante moyenne de points mérités de 2,83 en 114 manches et un tiers lancées.
Le 6 septembre 2006 au Dolphin Stadium de Miami, il lance un match sans point ni coup sûr lors d'une victoire des Marlins 2-0 sur les Diamondbacks de l'Arizona. L'équipe utilise six joueurs recrues, incluant Sanchez, dans l'alignement de départ pour ce match, établissant un record des majeures pour le plus grand nombre de recrues dans une partie sans coup sûr.
Souffrant de problèmes à l'épaule, Sánchez est opéré le 21 juin 2007. Il reste absent des terrains de Ligue majeure pendant quinze mois, effectuant son retour au plus haut niveau le 31 juillet 2008.
Sa saison 2009 est encore marquée par des problèmes à l'épaule. Sánchez reste sur la liste des joueurs blessés du 8 mai au 1er juin puis du 3 juin au 21 août. 
De retour en santé en 2010, Sanchez effectue 32 départs et lance 195 manches pour les Marlins. Il remporte 13 victoires, un nouveau sommet en carrière, contre 12 défaites et affiche une bonne moyenne de points mérités de 3,55.
Débutant de nouveau 32 parties pour le club de Floride en 2011, son dossier victoires-défaites se chiffre à 8-9 avec une moyenne de points mérités de 3,67 en 196 manches et un tiers lancées. Ses 202 retraits sur des prises le placent au 6e rang des lanceurs de la Ligue nationale. Il est aussi 5e de la ligue avec 3 matchs complets et 2e avec 2 blanchissages.

### Tigers de Détroit

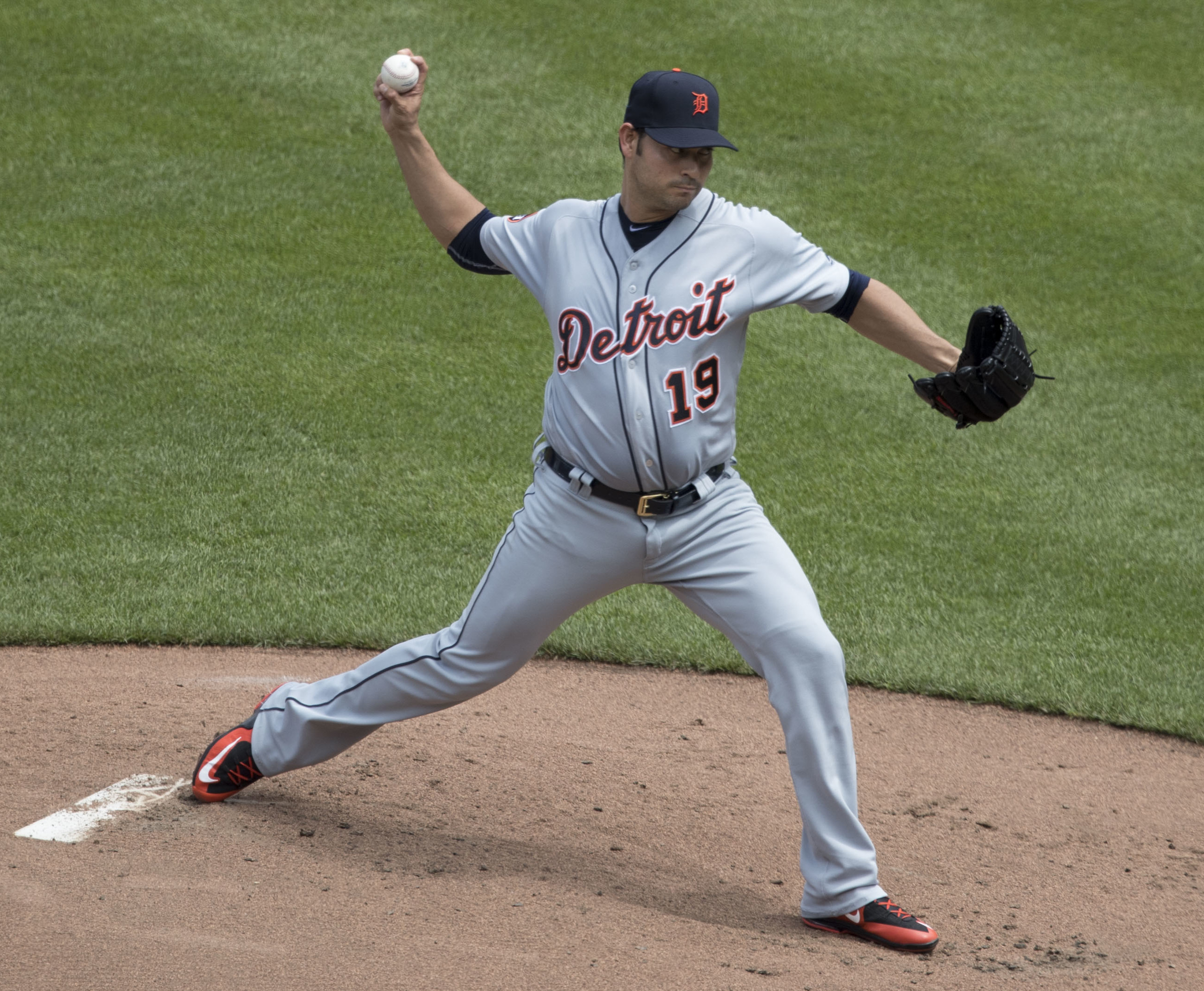
Aníbal Sánchez en 2017 avec les Tigers de Détroit.

Le 23 juillet 2012, les Marlins (devenus les Marlins de Miami) échangent Sánchez et le joueur de deuxième but Omar Infante aux Tigers de Détroit en retour du lanceur droitier Jacob Turner, du lanceur gaucher Brian Flynn et du receveur Rob Brantly. Les deux clubs s'échangent aussi des choix de repêchage, une première dans l'histoire du baseball majeur puisque ce type de transaction était auparavant interdite. 
Sanchez amorce 12 parties pour les Tigers, remportant quatre victoires contre six défaites avec une moyenne de points mérités de 3,74 en 74 manches et deux tiers. Il termine sa saison 2012 avec un dossier de 9-13 en 31 départs, avec une moyenne de 3,86 et 167 retraits sur des prises en 195 manches et deux tiers au monticule. Choisi comme lanceur partant de son équipe dans la troisième partie de la Série de division face aux A's d'Oakland, il lance un bon match en n'accordant que deux points mais son adversaire Brett Anderson a le dessus et Sanchez est le lanceur perdant dans la défaite de 2-0 des Tigers. Son départ suivant en séries éliminatoires est dans le second match de la Série de championnat de la Ligue américaine où il ne donne que trois coups sûrs et retire sept frappeurs des Yankees de New York sur des prises pour être le lanceur gagnant dans une victoire de 3-0 de Détroit. Équipe malheureuse en Série mondiale 2012 contre les Giants de San Francisco, les Tigers envoient Sanchez au monticule dans la troisième partie de la finale, la première disputée à Détroit. Sanchez livre une belle bataille de lanceurs à son opposant Ryan Vogelsong mais ce dernier a le dessus dans un revers de 2-0 des Tigers. Au total dans les éliminatoires de 2012, Sanchez maintient une brillante moyenne de points mérités de 1,77 avec seulement 4 points accordés et 18 retraits au bâton en 20 manches et un tiers, mais ses trois départs se soldent par deux défaites et une seule victoire.
Devenu agent libre une fois les éliminatoires terminées, Sanchez revient chez les Tigers en acceptant le 17 décembre 2012 un contrat de cinq saisons pour 80 millions de dollars.

#### Saison 2013
Avec une moyenne de points mérités de 2,57 en 2013, Sánchez mène la Ligue américaine. Il est 6e de l'Américaine avec 202 retraits sur des prises et 3e pour le ratio de retraits sur des prises (9,99) par 9 manches lancées. Le 26 avril, il réussit 17 retraits sur des prises dans une éclante victoire des Tigers, 10-0 à Détroit sur les Braves d'Atlanta, pour battre le record de franchise de 16 établi par Mickey Lolich le 23 mai 1969. Un autre moment fort de sa saison est son départ du 24 mai contre les Twins du Minnesota où il perd un match sans point ni coup sûr après deux retraits en 9e manche lorsque Joe Mauer frappe en lieu sûr. Le droitier des Tigers rate quelques départs en juin en raison d'une blessure à l'épaule. Il termine la saison régulière avec 14 victoires contre 8 défaites en 29 départs et 182 manches lancées.
Le 7 octobre, Sánchez amorce le 3e match de la Série de division de la Ligue américaine entre les Tigers et les Athletics d'Oakland mais est le lanceur perdant après avoir accordé 3 coups de circuit en seulement 4 manches et un tiers.
Sánchez est le lanceur partant des Tigers dans le premier match de la Série de championnat 2013 de la Ligue américaine contre les Red Sox de Boston. Dès la première manche de cette rencontre, une balle passée commise par son receveur Alex Avila donne à Sanchez l'opportunité de réussir 4 retraits sur des prises en une seule manche, en vertu de la règle de la troisième prise non attrapée. C'est le 2e fois de l'histoire qu'un lanceur réussit une telle chose en séries éliminatoires, le premier depuis Orval Overall des Cubs de Chicago en Série mondiale le 14 octobre 1908,. Il lance 6 manches sans accorder de point ou de coups sûrs aux Red Sox, mais il est retiré du match après avoir rempli les buts sur 3 buts-sur-balles en 6e manche. Dans l'histoire des séries éliminatoires, il s'agit de la plus longue sortie sans accorder de coups sûrs pour un lanceur qui est retiré du match.

#### Saison 2014
Sánchez fait deux séjours sur la liste des blessés en 2014, dont une absence de 6 semaines causée par une blessure au muscle grand pectoral vers la fin de la saison. Il lance 126 manches en 21 départs et une présence en relève. Il maintient une moyenne de points mérités de 3,43 avec 8 victoires, 5 défaites et 102 retraits sur des prises, dont son 1 000e en carrière. Il est utilisé comme releveur durant le bref parcours des Tigers en éliminatoires à l'automne : il lance deux manches sans donner de point ni de coup sûr aux Orioles de Baltimore, qui éliminent Détroit avec trois victoires consécutives.

## Statistiques
| Saison | Équipe  | G  | GS | CG | SHO | V  | D  | SV | IP    | SO  | ERA  |
| ------ | ------- | -- | -- | -- | --- | -- | -- | -- | ----- | --- | ---- |
| 2006   | Floride | 18 | 17 | 2  | 1   | 10 | 3  | 0  | 114.1 | 72  | 2,83 |
| 2007   | Floride | 6  | 6  | 0  | 0   | 2  | 1  | 0  | 30.0  | 14  | 4,80 |
| 2008   | Floride | 10 | 10 | 0  | 0   | 2  | 5  | 0  | 51.2  | 50  | 5,57 |
| 2009   | Floride | 16 | 16 | 0  | 0   | 4  | 8  | 0  | 86.0  | 71  | 3,87 |
| 2010   | Floride | 32 | 32 | 1  | 1   | 13 | 12 | 0  | 195.0 | 157 | 3,55 |
| Totaux | Totaux  | 82 | 81 | 3  | 2   | 31 | 29 | 0  | 477.0 | 364 | 3,74 |

Note : G = Matches joués ; GS = Matches comme lanceur partant ; CG = Matches complets ; SHO = Blanchissages ; 
V = Victoires ; D = Défaites ; SV = Sauvetages ; IP = Manches lancées ; SO = Retraits sur des prises ; ERA = Moyenne de points mérités.